# 청산댁 (드라마)
《청산댁》은 1981년 3월 28일에 방영된 TV문학관이다.

## 줄거리
청산댁(강부자)은 마을 어귀에 우체부가 모습을 드러내기만 해도 베트남 전쟁 참전 때문에 베트남에 가 있는 작은 아들 만득이 혹시나 편지를 보내지 않았나 하는 생각에 마음이 설렌다. 그러나 청산댁은 글을 읽을 줄 모른다. 그 때문에 청산댁은 아들이 보낸 편지만 오면 선생님 댁으로 달려가 선생님이 대신 읽어주는 편지 내용을 듣는 것이 중요한 삶의 낙이었는데...

## 출연
- 강부자
- 백일섭
- 오현경
- 김진해
- 장학수
- 장미자
- 이수연
- 정재순
- 이주실
- 박혜숙
- 곽정희
- 김영철
- 반문섭
- 박칠용
- 최선자
- 이문희
- 방숙례
- 송창신
- 장용
- 강민호
- 최주봉
- 이두섭
- 고광우
- 최동균
- 황범식
- 이현두
- 김윤형
- 김순구
- 김시원
- 공경구
- 고희준
- 정인철
- 전영수
- 신동훈
- 이계영
- 이정훈
- 황준욱
- 최우정
- 최경수
- 심동훈
- 남주희
- 권경하
- 심성지
- 남병훈
- 전현